# Pilisjászfalu
Pilisjászfalu é um município da Hungria, situado no condado de Peste. Tem 6,97 km² de área e sua população em 2015 foi estimada em 1.649 habitantes.